# 机器码监视器

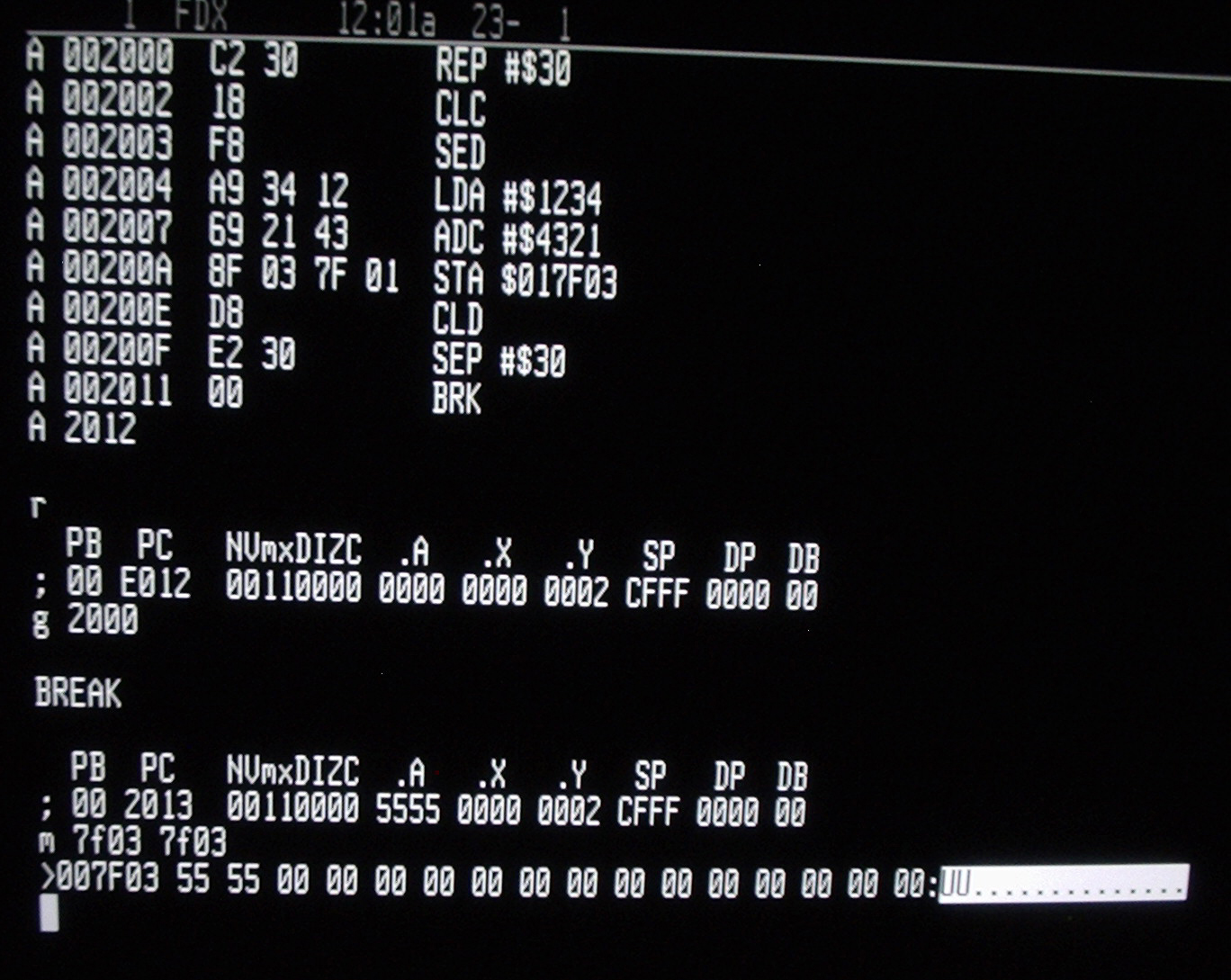
W65C816S单板计算机上的机器码监视器，正在显示代码反编译及处处理器寄存器与内存转储

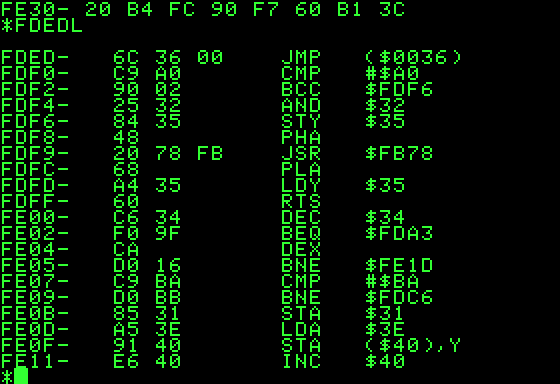
苹果 II 6502 机器码监视器

机器码监视器（又名机器语言监视器）是允许用户输入命令以预览并修改计算机上内存位置的软件，同时有着保存内存内容从/至次级存储的选项。一些完整功能的机器码监视器提供了对机器语言程序执行（就像调试器一样）的详细控制（"单步跟踪"），包括绝对地址的代码汇编和反编译的能力。
机器码监视器于20世纪70年代与80年代的家用电脑时期变得火热，且有时候作为常驻固件在某些电脑中提供（例如Commodore 128中的内建监视器)。在显示器中执行所有程序代替一个完整的符号汇编程序并不是闻所未闻。即使在完整功能的汇编程序变得可用之后，机器码监视器对于调试程序也是必不可少的。调试程序通常在代码进行测试时设置断点（例如使用6502汇编语言中的BRK指令）并启动程序。 当微处理器遇到了断点时测试程序将中断且控制会转移至机器码监视器中。通常这将触发寄存器转储随后监视器将等待程序员输入。在此点激活可能包含检查内存内容、修補程式或也许会在改变处理器寄存器之前重新启动测试程序。
从头编写的汇编语言软件数量的普遍下降使得机器码监视器成为了一种失落的艺术。在大多数使用高级语言的系统上，调试器通过更为抽象和友好的界面呈现程序运行情况。然而，仍有使用机器码监视器的情况，特别是在业余爱好计算机的领域。

## 另请参阅
- 机器语言
- 汇编语言